# The Cloud Dream of the Nine
The Cloud Dream of the Nineはオム・ジョンファ の2枚目のミニアルバム。2016年12月27日にCJ E&M Musicよりオンラインでリリースされた。

## 解説
- 前作から8年ぶりのミニアルバム。

## 収録曲
1. Oh Yeah (feat. ジョンヒョン）
2. Dreamer (活動曲）
3. Watch Me Move (活動曲）
4. ネットの森